# Dentes dos vertebrados
Dentes são apêndices duros, altamente mineralizados, encontrados na abertura oral de diversos vertebrados, que são usados principalmente para o processamento de alimentos, apesar de também desempenharem outros processos como proteção, manipulação de objetos, entre outros.
Na maioria dos vertebrados, os dentes são feitos de dentina, um tecido calcificado, e coberto com uma capa mineralizada. Dentro da cavidade interna, existe a polpa, onde fica a inervação e vascularização do dente. Apesar da diversidade de formas e estruturas de dentições nos vertebrados, as bases genéticas e a estrutura da unidade do dente permanece extremamente parecida ao longo dos grupos, o que torna um bom modelo de estudo da evolução desses animais. Também devido a sua composição calcária e rígida, os dentes são de grande interesse do ponto de vista evolutivo, por serem estruturas com grande capacidade de fossilização.

## Origem e evolução dos dentes

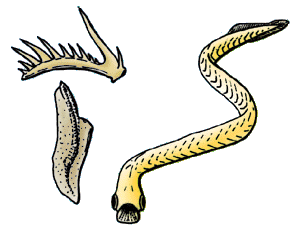
Reconstrução do Conodonta e seu dentículo dérmico

A origem dos dentes em vertebrados não é um consenso. Existem duas hipóteses principais que explicam o surgimento dos dentes. A mais clássica, conhecida como teoria “de fora para dentro” e a alternativa, de “dentro pra fora”.
Antes do surgimento de dentição com a anatomia que se possui hoje, há aproximadamente 460 milhões de anos atrás, alguns peixes sem maxila desenvolveram uma dentição dérmica, que serviam para uma variedade de funções. A teoria clássica postula que os dentes atuais seriam derivados das odontodes desses animais, que teriam migrado ao longo do tempo para regiões orais,  assumindo então a função de trituração do alimento. Já a teoria alternativa sugere que os dentes atuais seriam derivados dos dentes faríngeos presentes em peixes já extintos, que entraram então na cavidade oral.
As tendências na evolução dos dentes em cada grupo está associada aos seus hábitos e modo de vida. Nos mamíferos, a tendência é caracterizada pela redução no número de dentes (poliodontia a oligodontia) e também do número de gerações de dentes (polifiodontia à di/mofofiodontia), além de um aumento na complexidade dos dentes, como por exemplo o desenvolvimento da heterodontia. Em outros grupos, a adontia, ou seja ausência de dentes, é considerada secundária e induzida por apoptose durante o processo embrionário.
Nem todos os vertebrados atuais possuem dentes verdadeiros, constituídos de esmalte e dentina. Muitos destes animais têm, na cavidade oral, estruturas semelhantes aos dentes mas de constituições diferentes destes, como os Agnatha, que possuem dentes queratinizados. Alguns animais não têm nem um nem outro, e desenvolveram mecanismos diversos para obterem alimento, como o tamanduá, que possui língua longa e adesiva, ou aves e tartarugas, que possuem bicos queratinizados.

## Composição

Esquema de um corte longitudinal de um dente, evidenciando as regiões da coroa (acima) e da raiz (abaixo). 1.Dente 2.Esmalte dentário 3.Dentina 4.Polpa dentária

Os dentes verdadeiros apresentam a mesma estrutura básica nos diferentes grupos em que são encontrados. São constituídos de camadas de três tecidos especializados: esmalte, dentina e cemento, todos mineralizados compondo a porção rígida do dente. No seu interior há a presença de uma polpa dentária, que se assemelha a um tecido conjuntivo embrionário com vasos sanguíneos e nervos.
O esmalte é a substância mais dura presente no corpo de um organismo, sendo altamente mineralizada e deriva do epitélio. É um tecido acelular que se encontra mais externamente, recobrindo a coroa do dente em toda sua extensão até a junção cemento-esmalte, na qual começa a região da raiz. A partir desse ponto, o dente é recoberto pelo cemento, um material semelhante ao osso, porém avascular.
Os dentes recebem diversas classificações quanto à sua morfologia e forma de adesão ao osso ou cartilagem: i) Acrodontia – somente a base do dente se insere no osso, como em alguns grupos de lagartos (Chamaeleonidae e Agamidae) e ainda algumas Amphisbaenia; ii) Pleurodontia – somente um lado do dente é inserido no osso, como nos lagartos e serpentes; nesses dois casos, o dente se liga fracamente à mandíbula. Por fim, iii) Tecodontia – o dente se insere em cavidades no osso, como nos crocodilianos e nos humanos; esse tipo de dente permite a resistência de forças maiores e está associado a evolução dos grupos de mamíferos.

## Dentes em diferentes grupos

### Peixes

#### Agnatha
Os Agnatha possuem projeções córneas (ou seja, constituídas de queratina) que fixam a boca do animal à presa. São estruturas semelhantes aos dentes, mas não o são.

#### Chondrichthyes

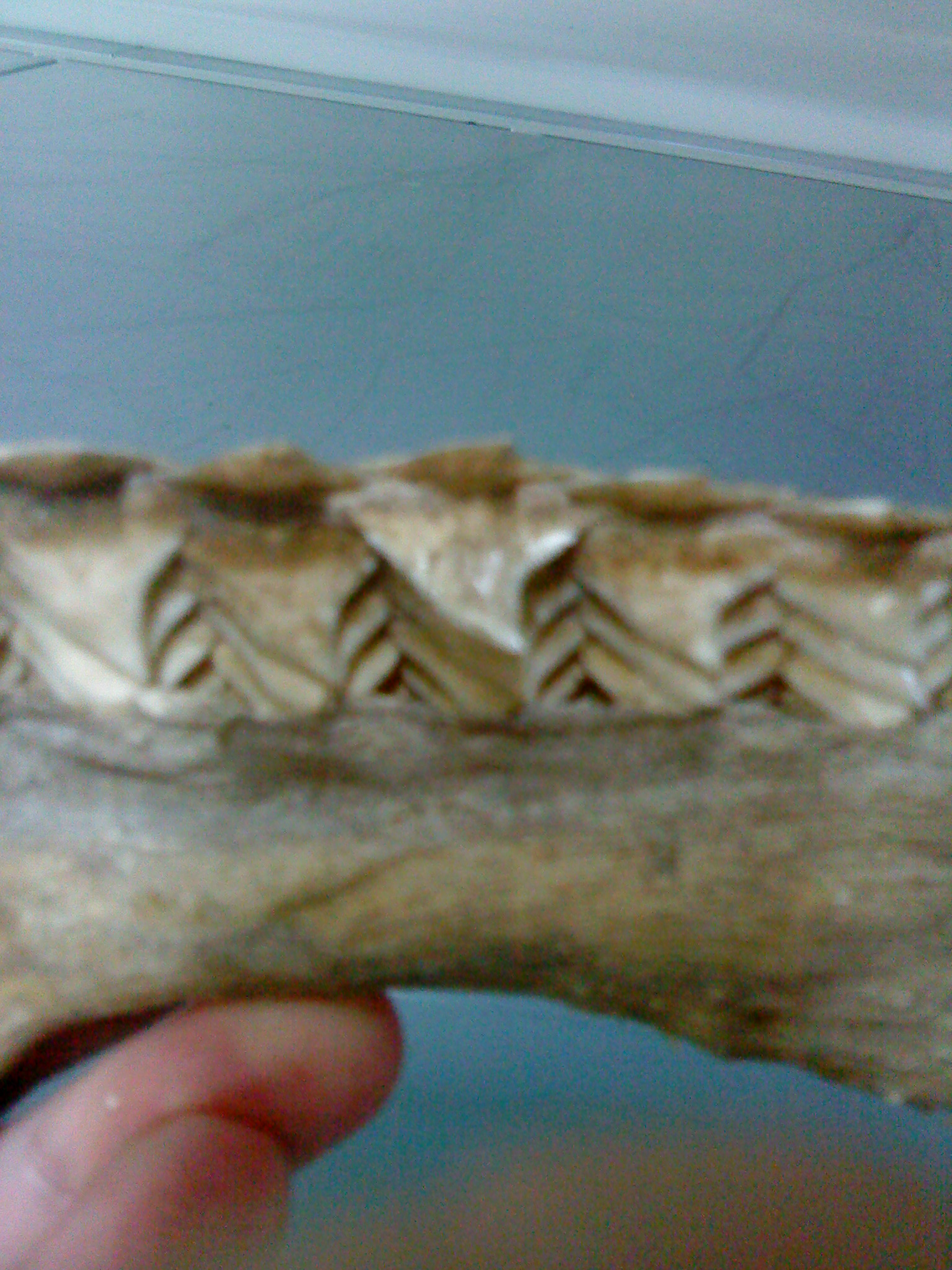
Mandíbula de um tubarão vista por dentro. Percebe-se a fileira de dentes formados, organizados em esteira.

Chondrichthyes possuem dentes compostos de esmalte e dentina, oriundos de uma lâmina dental única. Há variação de tamanho e forma desses dentes de acordo com o tipo de alimentação. Em geral, os dentes de tubarões são tricuspidados, formam várias fileiras na mandíbula e maxila e são repostos durante toda a vida do animal. Seus dentes se formam no interior da pele resultando em uma espiral de dentes que está sobre as maxilas (o que caracteriza acrodontia), organizados em esteiras com substituição constante. 

#### Osteichthyes
Os peixes ósseos têm dentes de esmalte, externamente, dentina, internamente, e cemento aderindo os dentes à mandíbula e maxila. Há também variação na morfologia dentária de acordo com a alimentação: i) dentes caniniformes, cônicos, tricuspidados e cuspidados em navalha são típicos de peixes carnívoros; ii) dentes rombos e fundidos são típicos de peixes herbívoros “podadores” e os rombos e espatulados são de herbívoros “pastadores”; iii) uma placa com vários dentículos é própria de peixes detritívoros (iliófagos); iv) dente em forma de agulha apresenta-se em peixes que se alimentam de líquidos corporais de outros animais.
Alguns Actinopterygii possuem dentes pedicelados: são constituídos de esmalte e dentina e a base do dente, também chamada de pedicelo, é separada da coroa por tecido conjuntivo fibroso.

### Anfíbios
A maioria dos Amphibia atuais (Anura, Caudata e Gymnophiona) apresenta dentes compostos de uma coroa dentária e uma base compostas de dentina separadas por uma camada não calcificada de dentina, o dente pedicelado. Muitos anuros possuem mandíbula lisa (condição edentada), mas têm estruturas no palato semelhantes a um único dente, chamadas dentes vomerianos, além de finos dentes na maxila (dentes pré-maxilares e maxilares, que constituem projeções dos ossos). Os dentes apresentam uma fraca ligação com a mandíbula do tipo acrodonte.
Nas larvas de Caudata, essas estruturas são pontiagudas, mas, após a metamorfose, elas se tornam bicuspidadas.

### Répteis
Os dentes de répteis constituem-se de esmalte e dentina, no entanto, as tartarugas não possuem dentes, e sim um bico córneo (constituído de queratina). No entanto, acredita-se que os Testudines já tiveram dentes, pois o fóssil de uma das tartarugas mais antigas que se conhece, a Proganochelys quenstedti, apresenta dentes cônicos nos ossos que formam o palato.
Jacarés têm dentes caniniformes e, assim como todos os répteis carnívoros, engolem suas presas sem mastigá-las. Serpentes têm dentes pontiagudos e voltados caudalmente. Sua dentição recebe uma classificação de acordo com a posição e características das presas inoculadoras de veneno (ver tipos de dentição em serpentes): opistóglifa, proteróglifa e solenóglifa. Serpentes áglifas não possuem presas.

### Aves
As aves Odontognathae possuíam dentes. Aves atuais não têm dentes, mas um bico ósseo revestido por uma camada de queratina, a ranfoteca, que pode receber inúmeras classificações de acordo com seu formato.
Projeções laterais nos bicos de diversas aves são comumente (e erroneamente) chamadas de “dentes”, como as observadas em Falconiformes, Psittaciformes, tucanos e no pato-mergulhador (Mergus sp.). No entanto, essas projeções são formadas pela ranfoteca e não se constituem como dentes verdadeiros. Tais projeções podem se formar pelo desgaste (por exemplo, nos Falconiformes e Psittaciformes) ou estarem presentes durante toda a vida da ave, auxiliando-a na obtenção do alimento (como no tucano e no Mergus sp.). Outra projeção do bico conhecida como “dente” é aquela presente rostralmente nos bicos dos filhotes, que a utilizam na época da eclosão para quebrarem a casca do ovo.

### Mamíferos
Os dentes em mamíferos apresentam características relacionadas ao seu modo de vida e estão relacionados a evolução do aumento da atividade metabólica: há um maior aproveitamento do alimento, maior quantidade sendo ingerida e necessidade de ser processada mais rapidamente. Desse modo o dente dos grupos ancestrais de mamíferos já são do tipo tecodontes, aqueles que apresentam maior resistência por se encontrarem inseridos em cavidades no osso da mandíbula. Além disso, mamíferos apresentam heterodontia (dentes diferentes entre si)  

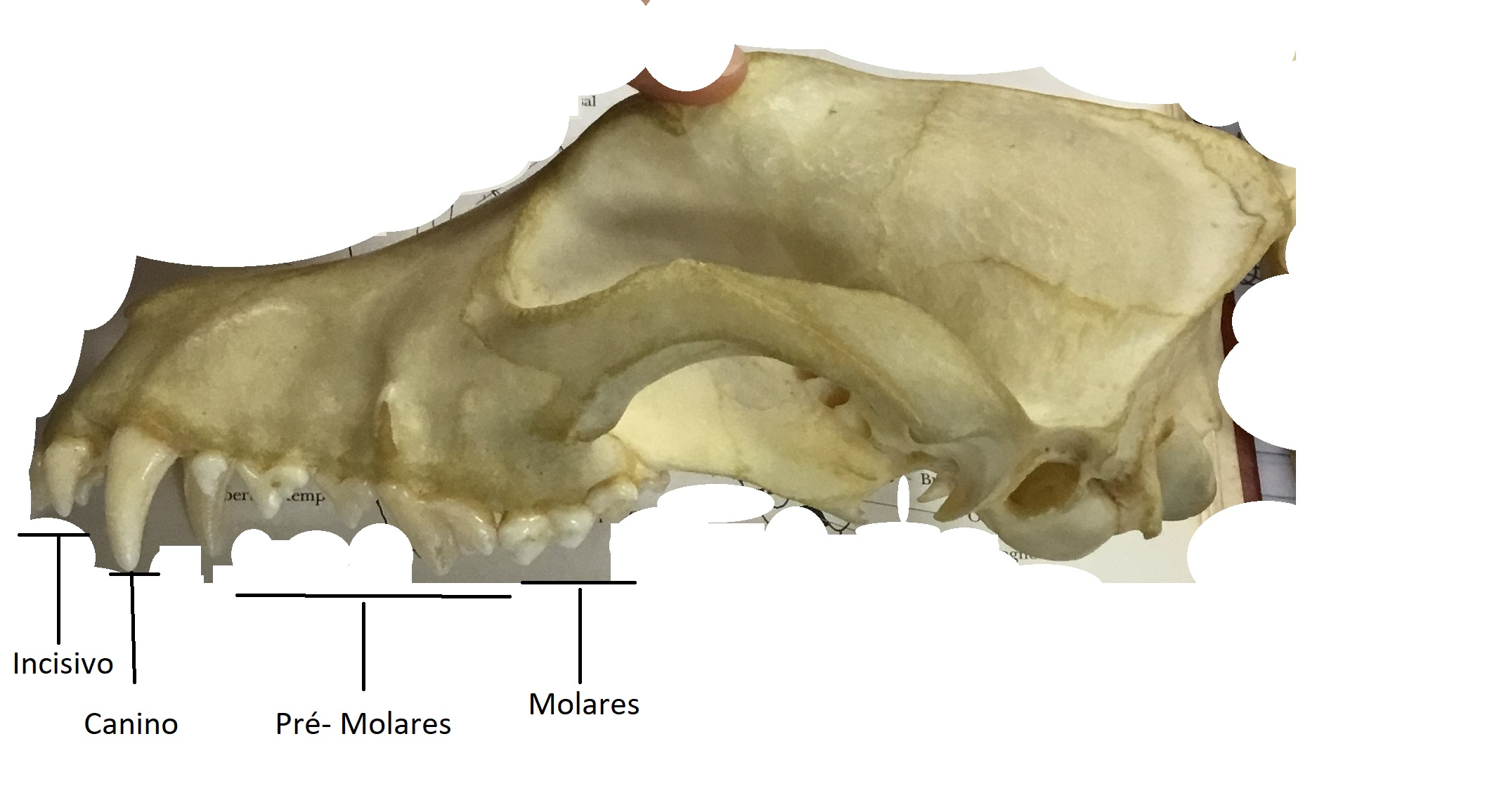
Dentição do Crânio de Canis Familiaris.

Possuem tipos de dente incisivos, caninos, pré-molares e molares, possibilitando diferenças entre do número pelo grupo de mamífero em questão. Esse padrão possui variações na fórmula dentária, ou seja na composição de cada tipo de dente encontrado no crânio do grupo. Há exceções sobre a presença desses dentes como em tamanduás e baleias.
Além disso, de acordo com a morfologia das cúspides, o dente pode ser nomeado:
- braquidonte: como de humanos e porcos, com coroas baixas;
- bunodonte: onívoros, com picos arredondados formados pelas cúspides ;
- lofodonte: Perissodátilos e roedores, formando cristais pelas cúspides ;
- selenodonte: Artiodátilos;
- hipsodonte: cavalos;
- secodonte, que possui cúspide pontiaguda.[8]

#### Roedores

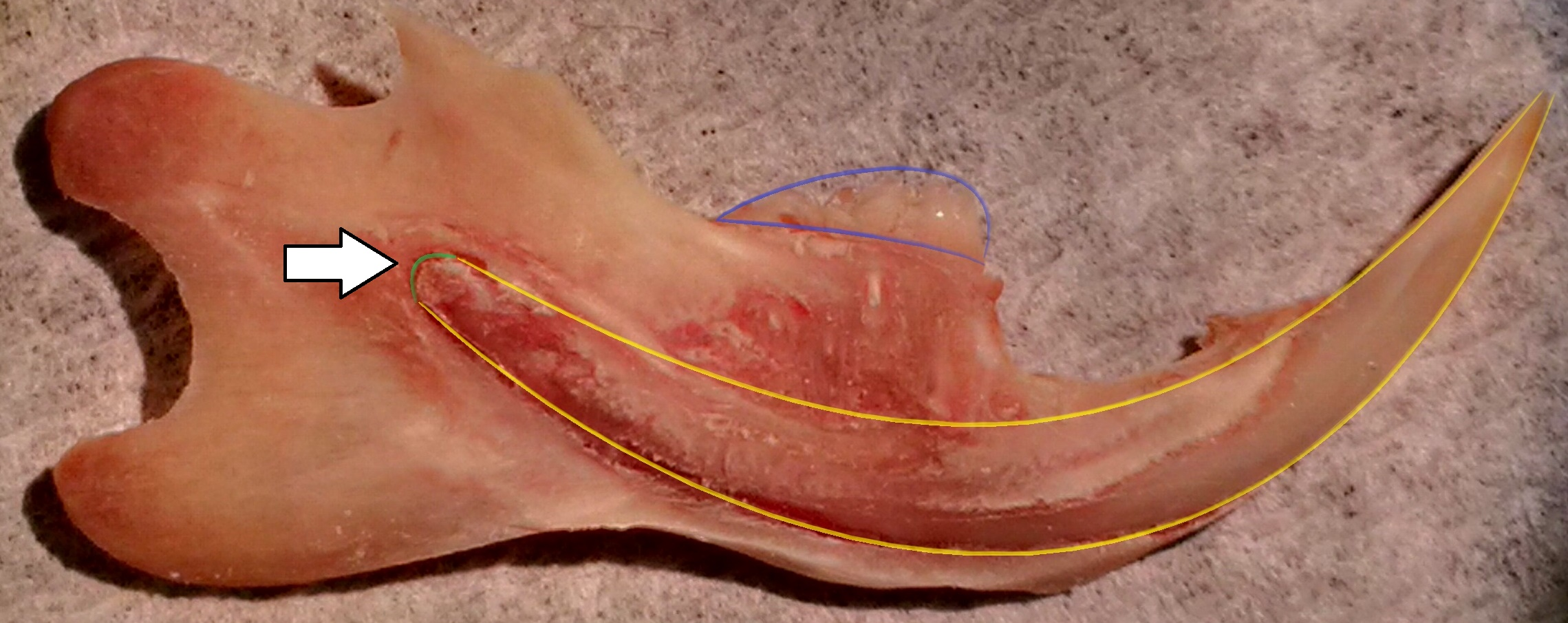
Incisivo inferior de um rato, uma espécie de roedor.

Os roedores apresentam incisivos (tanto os superiores quanto os inferiores) que podem crescer indefinidamente sem ter suas raízes formadas completamente. Como há a produção de esmalte continuamente pelos ameloblastos, é necessário que esses animais desgastem seus dentes roendo diversos materiais.Seus incisivos são utilizados para cortar e roer madeira, morder a casca de frutas e para a defesa, o que gera um equilíbrio entre o desgaste e o crescimento dos dentes.
Os roedores apresentam esmalte no exterior e dentina exposta no interior dos dentes, de modo que ambas são capazes de se afiar durante o processo de roer algum material. Algumas espécies apresentam também o crescimento contínuo em molares. Geralmente os indivíduos desse grupo não apresentam caninos e pré-molares, e possuem um espaço entre seus incisivos e molares denominado diastema.